# Vörös gém
A vörös gém (Ardea purpurea) a madarak (Aves) osztályának gödényalakúak (Pelecaniformes) rendjébe, ezen belül a gémfélék (Ardeidae) családjába és a gémformák (Ardeinae) alcsaládjába tartozó nagy méretű gázlómadár.

## Előfordulása
A vörös gém a mérsékelt és a trópusi éghajlati övezetek lakója, így Dél-Európa, Dél-Ázsia és Afrika területén fordul elő. Az európai példányok a telet Afrikában töltik.
A fajjal sekély édesvizek, mocsarak, nagy kiterjedésű nádasok, szikes rétek környékén találkozhatunk.

### Kárpát-medencei előfordulása
Magyarországon rendszeres fészkelő, az állomány 900-1500 pár közé tehető. Elsősorban a Tisza-tó és a Felső-Tisza nagy nádasaiban gyakori, de a Körösök és a Duna alföldi szakasza mentén is gyakori. A Dunántúlon elsősorban a Kis-Balaton és a  Fertő környékén koncentrálódik az állomány.

## Alfajai
- Ardea purpurea purpurea (Linnaeus, 1766) – Európa, Délnyugat-Ázsia és Afrika
- Ardea purpurea bournei (de Naurois, 1966) – Zöld-foki-szigetek
- Ardea purpurea madagascariensis (Oort, 1910) – Madagaszkár
- Ardea purpurea manilensis (Meyen, 1834) – Ázsia, Pakisztántól a Fülöp-szigetekig és északra Szibériáig

## Megjelenése
Nevét az ivarérett példányok fekete csíkokkal tarkított vörösesbarna nyaki tollazatáról és gesztenyeszínű begyéről nyerte el. Ezen túl azonban meglehetősen sötét színű madarak: a kifejlett állatok hasa és fejteteje, illetve az innen induló kettős bóbita fekete, hátuk és szárnyaik pedig egyöntetű szürkék. A fiatal egyedek majdhogynem egyszínűek, tollazatuk a kis fekete „sapkát” kivéve fakó homokbarna.
A vörös gém jóval karcsúbb rokonánál, a gyakori szürke gémnél, csőre és nyaka pedig vékonyabb és hosszabb. A madár átlagos testhossza 78–90 centiméter között mozog, míg szárnyfesztávolsága elérheti a 120–150 centimétert is. A nemek egyformák, bár a hímek némileg nagyobbak: átlagos testtömegük 0,6-1,2 kilogramm, míg a tojók csak 0,5–1,1 kilogrammot nyomnak.

## Életmódja
A nap nagy részét a sekély vízben mozdulatlanul állva tölti, várva, hogy felbukkanjon a zsákmány, amire villámgyorsan lecsaphat. Elsősorban rovarokkal, halakkal, kétéltűekkel táplálkozik. A szürke gémhez viszonyítva félénk, a sűrűbb nádasokat kedveli.
Röpte a gémfélékre jellemző. Nyakát mélyen begörbíti S-alakban, fejét lefelé tartja, hosszú, hátrafelé kinyújtott karcsú lábai pedig hosszan túlnyulnak farkán. Alapvetően csendes madár, ritkán hallható hangadása a szürke géméhez hasonló, bár magasabb hangfekvésű recsegő kiáltás, egy-egy hangos, rezgő „krank”.
A mérsékelt éghajlati övben hosszútávú vonuló madár, kora ősszel indul Afrikába, majd tavasszal tér vissza fészkelni Európába.

## Szaporodása
Ez a gémfaj kis létszámú telepeket alkot, de nem elsősorban fákon, hanem nádasokban építi fel főleg nádszálakból készült, magas peremű fészkét, amelynek környékét vehemensen védelmezi a betolakodókkal szemben. A párzási időszakban a kifejlett példányok tollazata világosabb, színesebb lesz. A párzást  különféle pózokból álló násztánc előzi meg. Az évi egy fészekalj 4-6 tojásból áll, amik 25-28 nap múltán kelnek ki. A fiókák 55-65 nap múltán repülnek ki, addig mindkét szülő táplálja őket.

## Védettsége
A vörös gém világléptékben nem fenyegetett faj a Természetvédelmi Világszövetség értékelése szerint. Európában más a helyzet a zavartalan vizes élőhelyek visszaszorulása miatt. Itteni léptékben sebezhető a faj, SPEC értékelése 3-as (az európai állomány kedvezőtlen státusban van, de a teljes állomány zöme nem Európában fordul elő). Magyarországon fokozottan védett, természetvédelmi értéke 250 000 forint.

## Képek

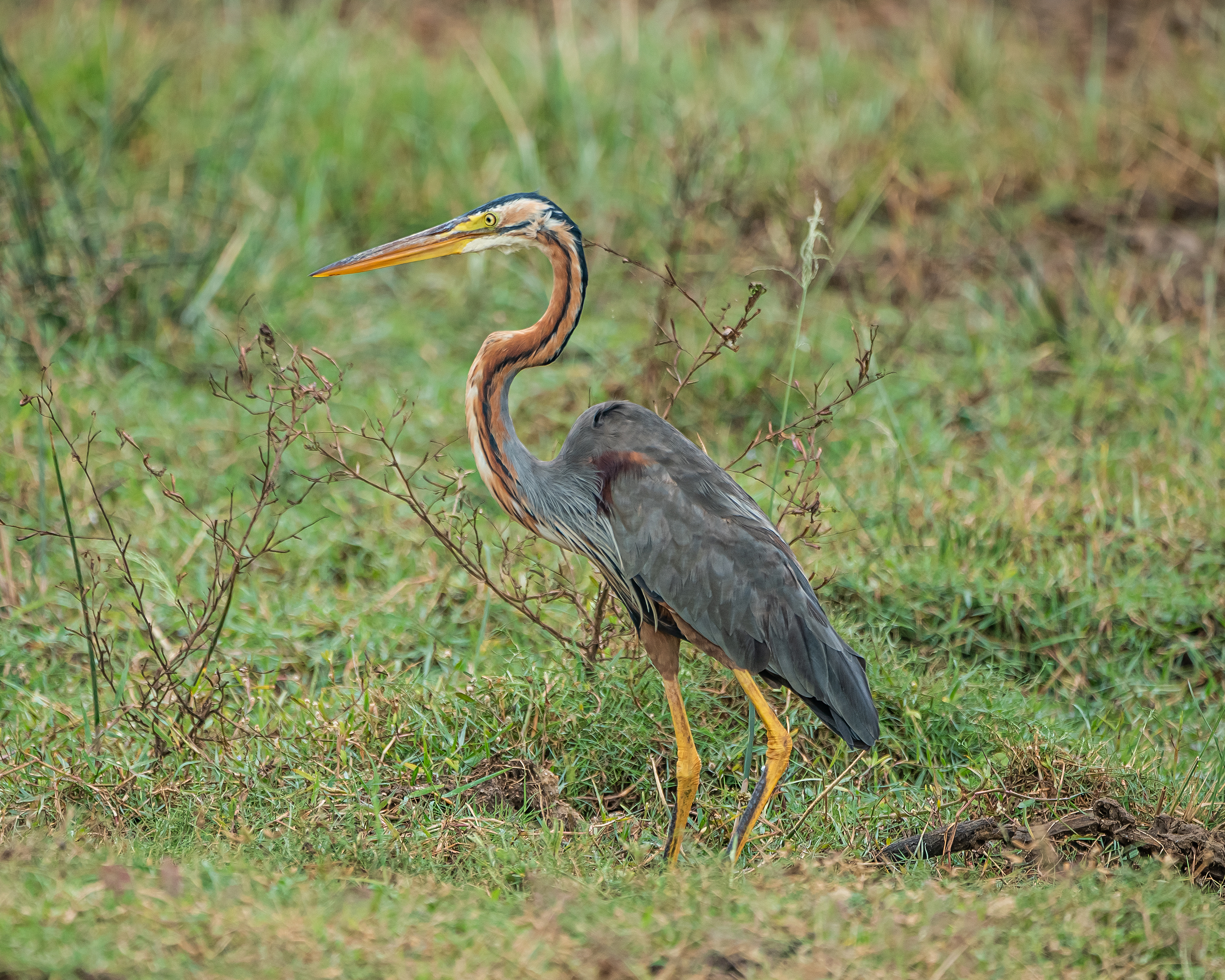
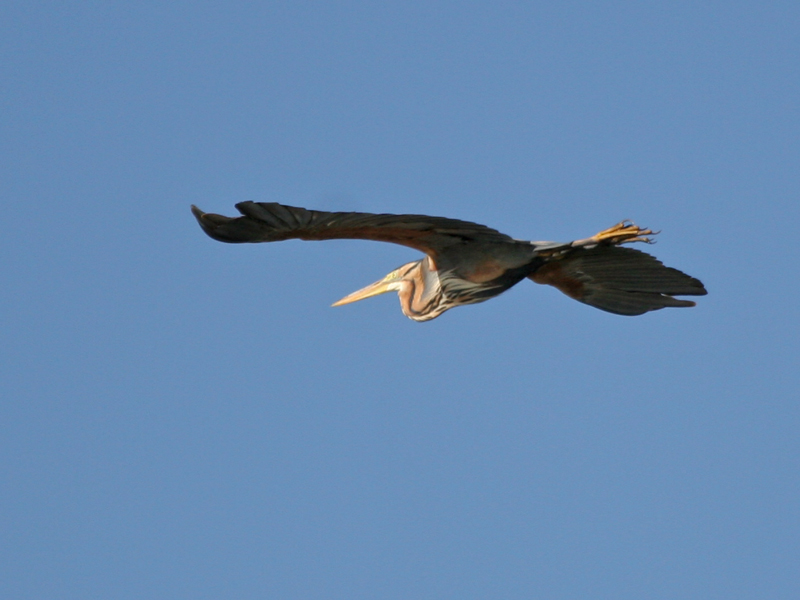
Behúzott nyakkal repül
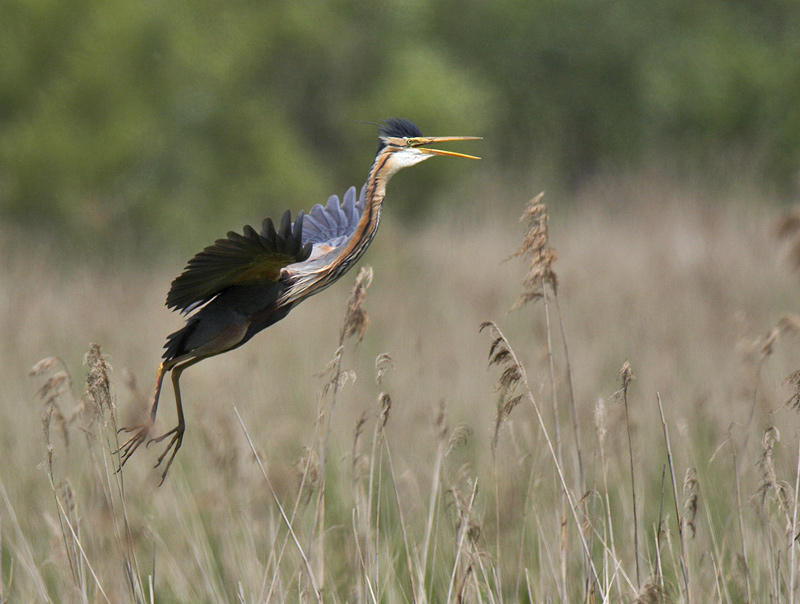
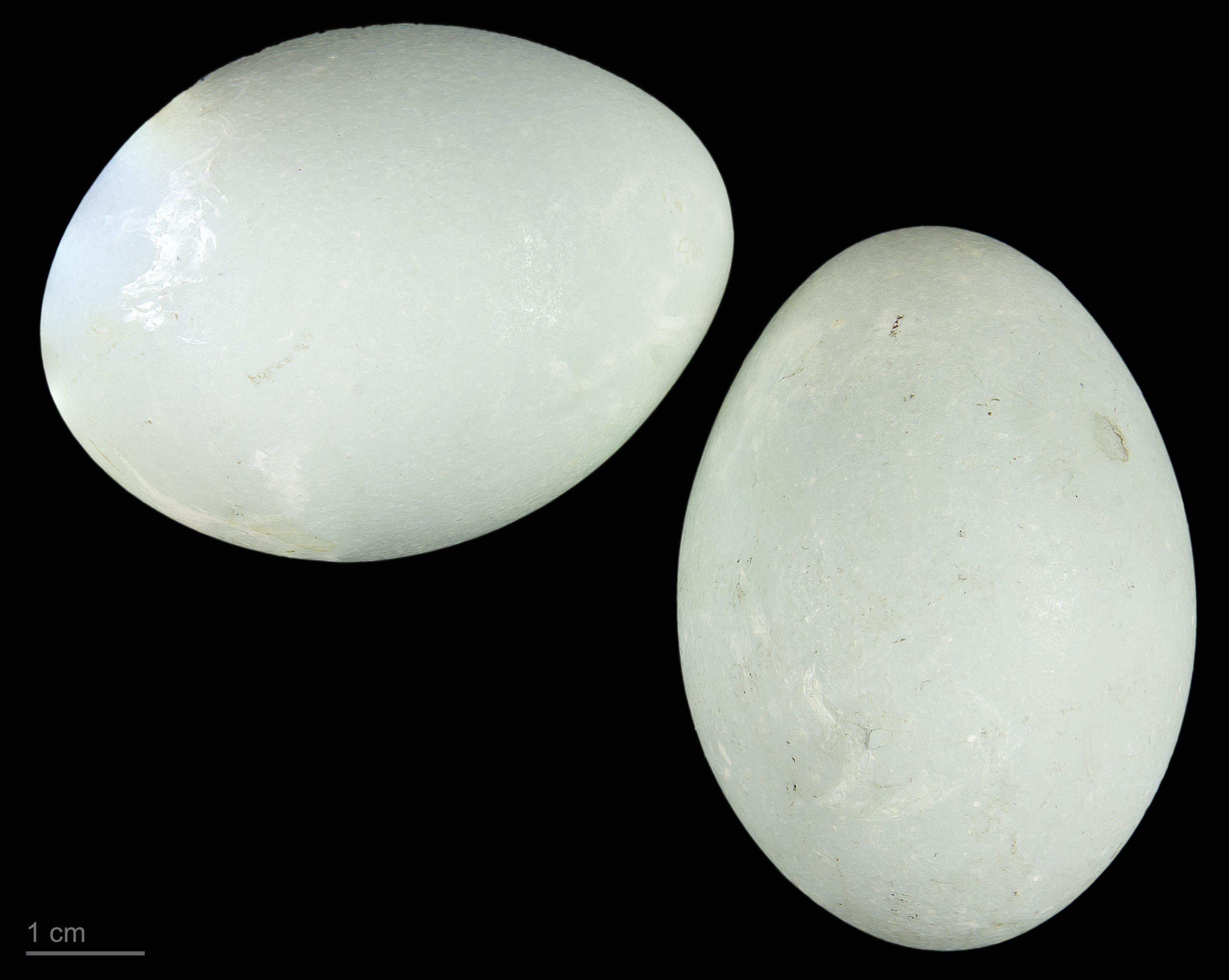
A tojásai